# Prizna
Prizna falu  Horvátországban, Lika-Zengg megyében. Közigazgatásilag Zengghez tartozik.

## Fekvése
Zenggtől 52 km-re délre, Karlobagtól 14 km-re északra, a Pag-szigettel szemben a tengerparton, a Velebit-hegység lábánál a fekszik. A 8-as számú tengerparti főútról egy 2 km hosszú, a kompkikötőbe vezető bekötőúton közelíthető meg. Településrészei Donja- és Gornja Prizna, Lomivrat, Seline, Gradina, Prpić-Lug, Marama, Kovači zömmel a tengerpart közelében fekszenek. Gradina nevű településén található a kompkikötő, ahonnan a Pag-szigeti Žigljenre menetrendszerű járatok közlekednek.

## Története
Területén már a történelem előtti időben is éltek emberek. Ezt bizonyítják a Jablanac és Gornja Prizna között a tengerparti főút feletti Podića közelében található illír hamvasztásos temetkezések. A korabeli források szerint a településnek már a 15. században volt temploma, ami azt jelenti hogy ennél korábban épült. A török valószínűleg többször is elpusztította. A 17. század elejére teljesen elnéptelenedett, de később birtokosai újratelepítették. A településnek 1857-ben 538, 1910-ben 734 lakosa volt. A trianoni békeszerződésig Lika-Korbava vármegye Zenggi járásához tartozott. Ezt követően előbb a Szerb–Horvát–Szlovén Királyság, majd Jugoszlávia része lett. Jugoszlávia felbomlása után 1991-ben a független Horvátország része lett. 2011-ben 43 lakosa volt, akik főként a turizmusból élnek. A falu körül több strand található. A magánszállások, apartmanok mintegy ötven fő befogadására képesek.

## Lakosság

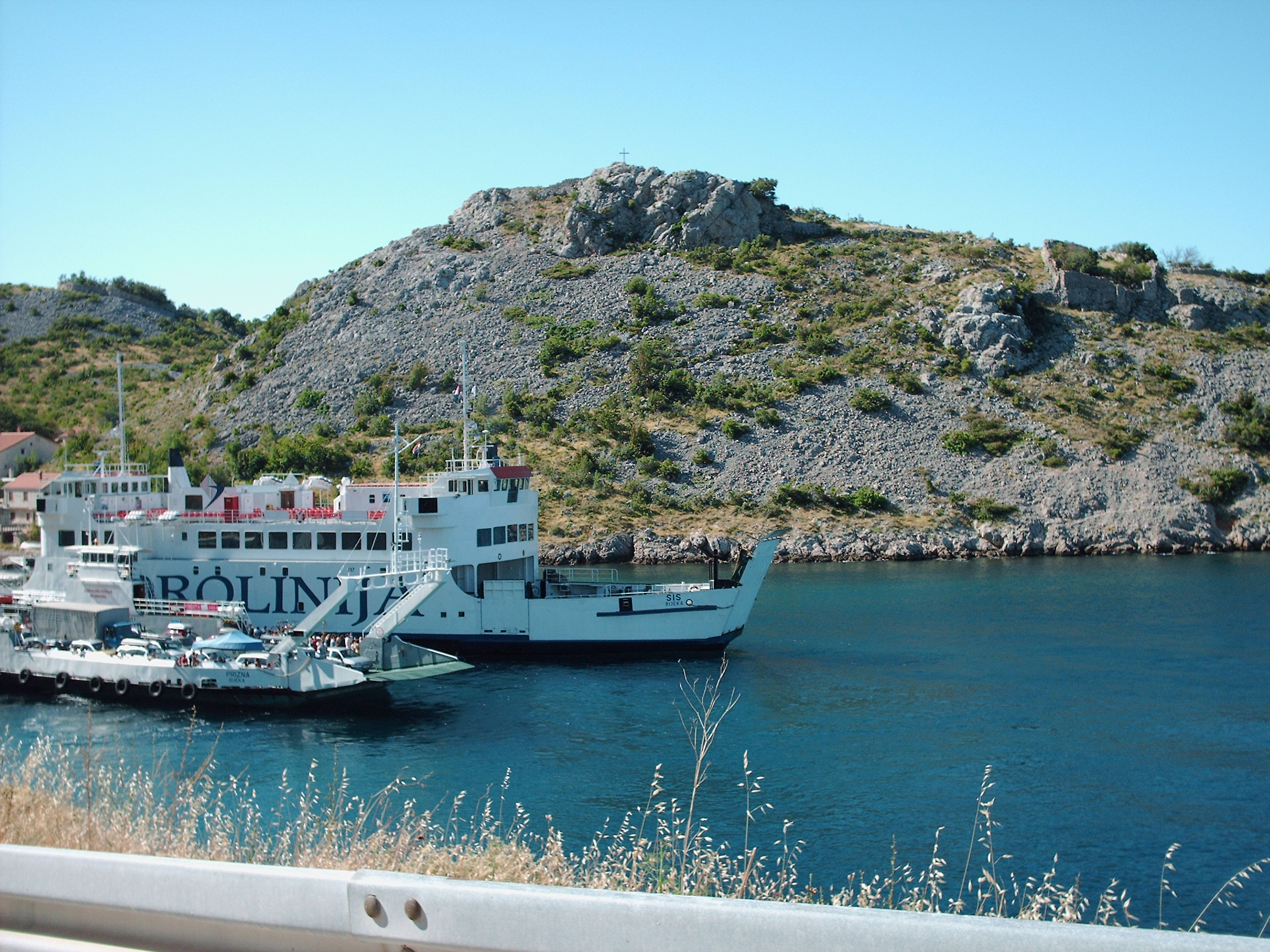
Komphajó a Priznai-öbölben.

| Lakosság változása | Lakosság változása | Lakosság változása | Lakosság változása | Lakosság változása | Lakosság változása | Lakosság változása | Lakosság változása | Lakosság változása | Lakosság változása | Lakosság változása | Lakosság változása | Lakosság változása | Lakosság változása | Lakosság változása | Lakosság változása |
| ------------------ | ------------------ | ------------------ | ------------------ | ------------------ | ------------------ | ------------------ | ------------------ | ------------------ | ------------------ | ------------------ | ------------------ | ------------------ | ------------------ | ------------------ | ------------------ |
| 1857               | 1869               | 1880               | 1890               | 1900               | 1910               | 1921               | 1931               | 1948               | 1953               | 1961               | 1971               | 1981               | 1991               | 2001               | 2011               |
| 538                | 536                | 597                | 640                | 718                | 734                | 661                | 663                | 611                | 550                | 434                | 259                | 172                | 79                 | 56                 | 43                 |

## Nevezetességei
- Keresztelő Szent János tiszteletére szentelt plébániatemploma a 19. században épült, 1969-ben megújították. Gornja Priznán áll. Szolgálatát Jablanacról látják el.
- Szent Antal tiszteletére szentelt kápolnáját 1807-ben építették.
- Kompkikötőjéből, mely a falutól mintegy 4 km-re található menetrendszerű járatok közlekednek a Pag-szigetre.